# あゝ零戦
『あゝ零戦』（ああぜろせん）は、1965年9月4日に公開された、村山三男監督の戦争映画。
開戦当初、比類なき成果を挙げた零戦が次第に衰退し、特攻に使用されるようになるまでを飛行士たちの友情を織り交ぜて描いた作品である。

## キャスト
- 本郷功次郎 : 梶大尉
- 長谷川明男 : 夏畑中尉
- 大橋一元 : 小関大尉
- 青山良彦 : 山県一飛曹
- 根上淳 : 高田中佐
- 早川雄三 : 徳永上飛曹
- 小柳徹 : 峯岸二飛曹
- 藤山浩二 : 森上飛曹
- 当銀長次郎 : 横井一飛曹
- 佐山真次 : 基地の兵曹
- 南堂正樹 : 基地の兵長
- 三夏伸 	基地の要務士
- 喜多大八 	基地の見張員
- 松山新一 	基地の通信士
- 原田玄 	基地の司令
- 藤井竜史 	基地の見張員
- 加川東一郎 	基地の通信士
- 網中一郎 	早川中尉
- 九段吾郎 	大島少尉
- 森矢雄二 	中林少尉
- 石黒三郎 	松本上飛曹
- 吉葉千郎 	竹内上飛曹
- 荒木康夫 	太田上飛曹
- 佐原新治 	近藤一飛曹
- 伊奈久男 	田中二飛曹
- 島譲治 	古川二飛曹
- 蛍雪太郎 : 補充兵
- 宗近一 : 南九州基地の従兵
- 浜世津子 : 徳永しづ
- 二木てるみ : 日高智子
- 平井岐代子 : 日高しげ乃
- 成田三樹夫 : 八木少佐

## スタッフ
- 監督：村山三男
- 脚本：須崎勝弥
- 企画 : 藤井浩明
- 撮影：石田博
- 特殊撮影 : 築地米三郎
- 音楽：木下忠司
- 美術：高橋康一
- 編集：鈴木東陽

## 併映作品
- 『スパイ』: 山本薩夫監督